# Dume (Bezirk)
Der Bezirk Dume war eine Verwaltungseinheit in Kamerun während der deutschen Kolonialherrschaft.

## Bezirksgebiet
Das Bezirksgebiet, das im Bereich der heutigen Provinz Est lag, grenzte im Westen an das Bezirksamt Jaunde, im Osten an die französische Grenze. Im Norden bildete der Lom die Grenze gegen die Residentur Adamaua bzw. ab 1913 Ngaundere. Der Nyong markierte im westlichen Bezirksgebiet die Südgrenze gegen den Bezirk Lomié. Im Süden grenzte der Bezirk auch an den 1911 neu geschaffenen Bezirk Molundu.

## Bevölkerung
Besiedelt war das Gebiet überwiegend von bantusprachigen Gesellschaften, vor allem Omvang, Makaa und Kaka sowie von den ubangisprachigen Gbaya. Die Gesamtbevölkerungszahl belief sich nach einer Zählung von 1909 auf 97.566 Einwohner. Politische Zentren der indigenen Bevölkerung waren Gamane/Bertua (Gbaya), Baturi, Mokbe, Bimba und Beri (Kaka).

## Geschichte
Die Erschließung der Region durch die Kolonialmacht setzte 1897 mit der Expedition des Leutnants Ernst von Carnap-Quernheimb in das Sanga-Ngoko-Gebiet ein. 1899 begann Regierungsrat Dr. Plehn in der südöstlichen Spitze der Kolonie mit dem Aufbau der Verwaltung des Sanga-Ngoko-Bezirks. Ludwig Freiherr von Stein zu Lausnitz unternahm in den Jahren 1901 bis 1903 ausgedehnte Expeditionen in das Makaa-, Gbaya- und Kaka-Territorium und leitete im August 1902 durch die Entmachtung des Bertua-Chiefs und seine Ersetzung durch dessen loyalen Sohn die Integration des Gebiets zwischen Sanaga und Doume-Fluss in die deutschen Herrschaftsstrukturen ein.
1906/07 kam es zu einem größeren bewaffneten Konflikt zwischen der deutschen Schutztruppe und den Omvang und Makaa in der Region zwischen Sanaga, Dja und Doume, in dessen Gefolge der Übergangsbereich zwischen Waldland und Savanne zwischen dem 4. und 6. Breitengrad aus der Sanga-Ngoko-Verwaltung (Bezirk Lomië) herausgelöst und verselbständigt wurde. Am Doume-Fluss entstand ein Fort, das den Namen Dume  erhielt (das heutige Doumé) und Sitz der Bezirksverwaltung und Standort der 9. Kompanie der Schutztruppe wurde. Durch seine Lage am Endpunkt der Schiffbarkeit des Flusses entwickelte sich der Platz bald zum Kreuzungspunkt wichtiger Handelsrouten.
Erster Verwaltungschef des Bezirks war Hauptmann Peter Scheunemann, der bald durch Hauptmann Adolf Schipper (* 12. November 1875; † 4. November 1915 in Kamerun) abgelöst wurde. Die Schutztruppe forcierte die weitere Pazifizierung und Erschließung des Bezirksgebiets. Nach der Tötung eines deutschen Kaufmanns kam es von Mai bis Juli 1910 noch einmal zu einer umfassenden militärischen Auseinandersetzung. Ursache für die Eskalation der Gewalt waren in erster Linie die Übergriffe deutscher und afrikanischer Händler auf die indigenen Gesellschaften im Zuge der Ausweitung des Kautschukhandels, aber auch die Heranziehung der Bevölkerung zu Steuerarbeiten und Wegebaumaßnahmen, Dammbau und Flussreinigung auf dem Doume. Binnen weniger Wochen wurden die Unruhen unter der Leitung von Hauptmann Hans Dominik unterdrückt. 1913 wurde der bisherige Militärbezirk in ein ziviles Bezirksamt umgewandelt. 1916 fiel der Bezirk unter die Verwaltung der Franzosen, die den Bezirkssitz nach Bertoua verlegten.